# 团结街道 (成都市)
团结街道，原为团结镇，是中华人民共和国四川省成都市郫都区下辖的一个乡镇级行政单位。2019年12月，撤镇设街道，团结街道办事处驻府河顺街1号。

## 行政区划
团结街道下辖以下地区：
团结社区、百马村、仁义村、石桥村、长河村、宝华村、石堤村、永定村、太和村和平安村。